# پناهگاه مرملا
پناهگاه مرملا مربوط به دوره ساسانی است و در شهرستان چرداول، بخش مرکزی، دهستان شباب، روستای جوب بور واقع شده است. این اثر در تاریخ ۳۰ دی ۱۳۸۵ با شمارهٔ ثبت ۱۶۸۹۱ به عنوان یکی از آثار ملی ایران به ثبت رسیده است.